# Odontopera hypopolia
Odontopera hypopolia är en fjärilsart som beskrevs av Eugen Wehrli 1936. Odontopera hypopolia ingår i släktet Odontopera och familjen mätare. Inga underarter finns listade i Catalogue of Life.